# 櫛田ふき
櫛田 ふき（くしだ ふき、1899年2月17日 - 2001年2月5日）は、日本の女性運動家、民主運動家。父は東京外国語学校教授でドイツ語の翻訳辞典を編んだ山口小太郎 (1867年-1917年)。夫は父の教え子の櫛田民蔵(1885年 - 1934年)。

## 概要
山口県生まれ。日本女子大学中退。

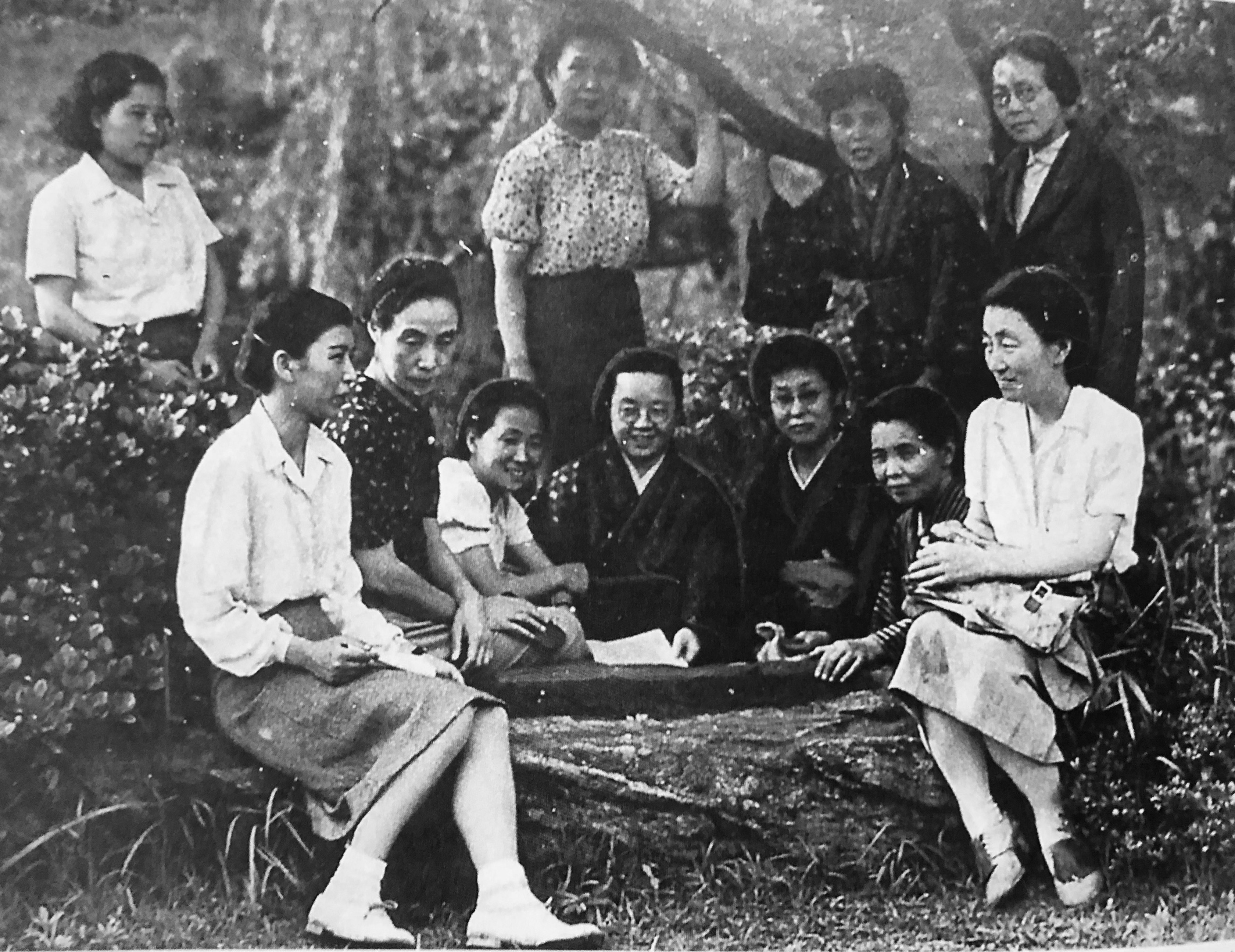
婦人民主クラブの中心メンバー（1946年撮影）。前列左から一人おいて、加藤シヅエ、厚木たか、宮本百合子、佐多稲子、櫛田ふき、羽仁説子。後列左から一人おいて、関鑑子、藤川幸子、山室民子。

1930年代半ばに櫛田民蔵と死別し第二次世界大戦中はひとりで子ども2人を育てながら敗戦を迎える。やがて壺井栄や壺井繁治、宮本百合子を知る。
1946年3月16日、宮本、羽仁説子、加藤シヅエ、佐多稲子らが中心となり、「婦人民主クラブ」の創立大会が開かれる。発起人は計23人で、櫛田もその中に名を連ねた。書記長を経て、1949年に委員長に就任した。また同クラブ発足直後に発刊した「婦人民主新聞」の編集長の任を引き受ける。
1953年に日本婦人団体連合会が結成され、国際民主婦人連盟副会長になって平塚らいてうが抜けると、櫛田があとを務め、1958年には3代目会長に就任した。この間、1950年（昭和25年）の第2回参議院議員通常選挙に全国区から無所属で立候補したが落選した。
1958年、婦人民主クラブ委員長を辞任。同中央委員を務める。
1962年10月19日、新日本婦人の会が結成され、初代代表委員に平塚らいてう、羽仁説子、丸岡秀子、帯刀貞代、勝目テル、櫛田の6人が選ばれた。これとともに婦人民主クラブを退会した。亡くなるまで新日本婦人の会の代表委員を務める。
1975年国際民主婦人連盟副会長。全国革新懇世話人。1976年 (昭和51年) 設立の日本共産党全国女性後援会の代表委員として、後進の候補を支持しつづけた。2001年に102歳になる直前に死去。墓所は多磨霊園、青山霊園の無名戦士の墓にも分骨されている。

## 子どものしあわせ
宮本百合子との出会いにより、夫を亡くし生計を立てるため仕立物や保険の外交をして子ども2人を育てた経験を買われ、戦後、社会運動に関わる。婦人民主クラブが初めて開いた日本母親大会 (1955年) では議長団の一員として小笠原貞子 (日本共産党元副委員長) らと共に母親の声を聴き「母親しんぶん」をまとめ、あるいは子どもに注ぐまなざしから「ソ連の小学生と中国の幼児」や、子どもと交通事故について執筆する。

## 戦争反対
「戦争と核兵器のない世界に」と唱え、原水爆禁止世界大会の議長団に加わるなど、反戦運動に生涯にわたり積極的にかかわった。1970年代半ばには招待を受けてベトナムにわたり、「ブーゲンビリア 花咲くハノイよ」を作詞する (木下そんき作曲)。100歳になる1999年には法案反対の「銀座デモ」の呼びかけ人に名前を連ね、自らも実際に街頭を行進する。 

## 主な著作
- 『たくさんの足音 そのなかの一つが歩いた道』、新読書社、1965年[25]。
  - 『たくさんの足音 その一つが歩んだ道』、草土文化、1978年。
- 『愛と希望の星みつめて』、新日本出版社、1988年。
- 『素敵に長生き』、新日本出版社、1991年[26]。
- 『八度めの年おんな』、岩波書店、1995年[27]。
- 『二〇世紀をまるごと生きて』、日本評論社、1998年。

### 共著・監修
- 『女性は解放されたか』(共著)、三一書房、1951年。
  - 「荊の道をゆく日本の婦人運動」、3頁。
- 『われら母なれば 平和を祈る母たちの手記』平塚らいてふ (共監修)、青銅社、1951年。
  - 「あとがき」、262頁。
- 『いのち永遠（とわ）に新し』住井すゑ、石井あや子、矢島せい子 (共著)、労働旬報社 1985年。

### 執筆記事
- 櫛田ふき Ciniiの論文検索より。